# Viorella Manolache
Viorella Manolache (Medgyes, 1981. január 13. –) román történész, filozófus, tudományos kutató, politológus.

## Tanulmányai
1996-ban a Studio School of English (English for the Cambridge Examinations) végzettje Cambridge-ben. 1999-ben a Y’S Men International Club tagja Dániában. A nagyszebeni Lucian Blaga Egyetem Simion Bărnuţiu Jogi Karán végezte tanulmányait 2007-ben jogi és politikatudományi szakképesítéssel. 2006-ban a nagyszebeni Lucian Blaga Egyetem Újságírói Karán mesteri fokozatot ért el. 2009-ben a Bukaresti Egyetemen doktori fokozatot szerzett a történelem tanulmányozásának a szakterületén. 2010-ben a Bukaresti Egyetem POSDRU/89/1.5/S/64162 EUROPAEUS posztdoktorális programjának volt végzettje (Európai Tanulmányok és a Nemzetközi Kapcsolatok).

## Tudományos munkássága
2010-től a Román Akadémia keretén belül működő Politikatudományok és Nemzetközi Kapcsolatok Intézetének (Institutul de Ştiinţe Politice şi Relaţii Internaţionale) a tudományos kutatója. Kutatási területei: politikai filozófia, modernizmus-posztmodernizmus, elit-elitek-elitizmus.

## Didaktikai tevékenysége
2011-ben a Bukaresti Egyetem Bölcsészkarán működő Európai Tanulmányok Tanszék egyetemi oktatója. 2011 és 2012 között a zsílvásári (Tg. Jiu) Constantin Brâncuşi Egyetem Közigazgatási és Összehasonlító Politikatudományok Karának az egyetemi oktatója a mesterképzési szinten.

## Kötetei
- Postmodernitatea românească între experienţă ontologică şi necesitate politică, Editura Universităţii „Lucian Blaga”, Sibiu (Nagyszeben), 2004
- Cecitatea politică între sindrom ereditar şi faza lungă a maşinistului, Editura Universităţii „Lucian Blaga”, Sibiu, 2005
- Elite. Legitimări juridice şi moderne, Editura Universităţii „Lucian Blaga”, Sibiu, 2006
- Ipostaze ale fetişului în presa culturală românească, Editura Universităţii „Lucian Blaga”, Sibiu, 2006
- Antielite. Forme tipice şi atipice al elitismului politic contemporan, Editura Universităţii „Lucian Blaga” din Sibiu, 2007
- Elitele politice româneşti – între deconstrucţia comunismului şi reconstrucţia democraţiei, Editura TechnoMedia, Sibiu, 2008
- Elite în marş, Editura TechnoMedia, Sibiu, 2009
- Viorella Manolache – Henrieta Anişoara Şerban, Cartografierea marginalităţii, Editura Institutului de Ştiinţe Politice şi Relaţii Internaţionale, Bucureşti (Bukarest), 2010
- Curente alternative ale prefixului post – evaluări filosofico-politice, Editura TechnoMedia, Sibiu, 2010
- Dinamica modelului european asupra localismului creator în epoca “modernismului ofensiv” (prima jumătate a secolului XX), Editura TechnoMedia, Sibiu, 2011
- Homo Posthistoricus. Profil filosofico-politic.Astra Museum-Tchno Media kk., Sibiu, 2012 ISBN 978-973-8993-61-7 ISBN 978-606-616-048-3
- Repere teoretice în biopolitică, Editura Institutului de Ştiinţe Politice şi Relaţii Internaţionale, Bucureşti, 2013

## Folyóiratokban és antológiákban megjelent tudományos közleményei
- Incursiune pe dimensiunea timpului interior: Gustav Klimt, Transilvania, 2003/ 4, pp. 88–90
- Nicolae Jurca, L'histoire de la social-democratie de Roumanie, 2003/ 10, pp. 96–98
- Disputarea unui concept: Decembrie 1989 între revoluţie şi refoluţie, Studia Universitatis Cibiniensis, Series Historica II, Universitatea “Lucian Blaga” din Sibiu, 2005, pp. 309–317
- Semiozică şi/sau semiotică în România literară, Saeculum, nr.1 (19)/, Anul IV (VI), 2005, pp. 144–148
- Modernitatea şi cultura politică la români, în volumul colectiv Cultură politică şi comportament electoral în România în perioada democraţiei parlamentare (1866- 1937), coord. Sorin Radu, Editura Universităţii „Lucian Blaga”, 2006, pp. 15–57
- Modernitate/postmodernitate politică românească. Conceptualizări recesive postdecembriste. In : „Partide politice şi minorităţi naţionale din România în secolul XX‖, Editura Universităţii „Lucian Blaga”, Sibiu, 2006, Asociaţia Cercetare Sibiană, Guvernul României, Departamentul pentru Relaţii Interetnice, Universitatea „Lucian Blaga” din Sibiu, Facultatea de Istorie şi Patrimoniu „Nicolae Lupu”, pp. 433–439
- Romania (still!) in transition : Post-Modern Sketches. In : Asociaţia Mediterana, volumul I, Editura Limes, Cluj Napoca, 2006, Studii Sociale, pp. 281–298
- A Form of Re-activating the Political Freedom- Mass-media (Theoretical Aspects of a Postmodern Simulacrum), in Romanian Review Of Political Sciences And International Relations, vol. IV, nr.1, 2007, In Focus, pp. 159–169
- Axel Honneth: Hinweise auf die Kritik der Macht, in Romanian Review of Political Sciences And International Relations, vol. IV, nr.2, 2007, pp. 43–53
- Liberalismul din România: legitimări istorico-politice, in Revista de Ştiinţe Politice şi Relaţii Internaţionale, nr.3, 2007, pp. 141–145
- Erodarea centrului: discursul marginal, Revista de Filosofie, tomul IV, nr.5-6, 2007, pp. 675–687
- Literaturi şi Culturi Locale, Ministerul Educaţiei şi Cercetării, Autoritatea Naţională pentru Cercetare ştiinţifică Universitatea « Lucian Blaga » din Sibiu, Facultatea de litere şi arte, Centrul de Cercetări Filologice şi Interculturale, Uniunea Scriitorilor din România, Filiala din Sibiu, 2007, coord. Gheorghe Manolache. Un road-movie marginal despre rromi: discurs politic vs. secvenţe cinematografice, pp. 259–267; Axel Honneth: repere critice asupra fenomenului puterii pp. 45–55; New Elites: The Anticulture of the Romanian Politics, in Romanian Review Of Political Sciences And International Relations, vol.V, nr.1, 2008, pp. 54–61
- Viorella Manolache – Henrieta Şerban, Theoretical aspects regarding the Romanian Institutional Crisis, in Romanian Review Of Political Sciences And International Relations, vol.V, nr.1, 2008, pp. 23–34
- Post-Communist recoveries in Eastern Europe. Typical and Atypical Forms of Political Elite in Romanian Review Of Political Sciences And International Relations, vol. V, nr.2, 2008, pp. 65–73
- Viorella Manolache – Henrieta Şerban – Dan O'Brien, A Critique of Naturalistic Philosophies of Mind. Rationality and the Open-Ended Nature of. Interpretation, in Appraisal -The Journal of the Society for Post-Critical and Personalist Studies, vol.VI, nr.1, March, 2008
- Zygmunt Bauman. Repere „slabe‖ asupra eticii postmoderne, in Convorbiri Literare, august 2008, nr.8 (152), pp.102-107
- Obiectivitatea puterii şi refuzul suveranităţii: (re)găsirea identităţii la Georges Bataille, in Convorbiri literare, ianuarie 2009, nr.1 (157), pp.138-143
- Zygmunt Bauman and the Postmodern Approach: „Week‖ Guidelines over Postmodern Etichs, in Romanian Review of Political Science and International Relations, vol.VI, no.1, 2009, pp.23-31
- Sociologia şi ştiinţele sociale. Repere (post)moderne româneşti, in volumul Tendinţe în filosofia ştiinţelor sociale, coord. Angela Botez, Gabriel Nagâţ, Institutul de Filosofie şi Psihologie „Constantin Rădulescu-Motru”, Editura Acdemiei Române, 2008, pp. 499–514
- Hermeneutica discursului religios la graniţa dintre ∕ între filosofie-politică-teologie, Lucrările Conferinţei Naţionale „Text şi discurs religios”, Iaşi, 5-6 decembrie 2008, Ediţia I, Editori Alexandru Gafton, Sorin Guia, Ioan Milică, Editura Universităţii „Alexandru Ioan Cuza”, Iaşi, 2009, pp. 293–301.

## Szerkesztői tevékenysége
A Román Akadémia által kiadott Romanian A Review of Political Sciences and International Relations című tudományos folyóirat kiadója, főszerkesztője és lapszámfelelőse. A Labirint és a Ziduri deschise című irodalmi-kulturális folyóiratok alapító tagja.

## Társasági tagság
2011-től a Politikatudományok és Nemzetközi Kapcsolatok Intézete Tudományos Tanácsának a tagja.